# Inga pengar till Vendela
Inga pengar till Vendela är en kriminalroman av Maria Lang (pseudonym för Dagmar Lange), utgiven första gången 1980 på bokförlaget Norstedts. Romanen har översatts till danska, norska och finska.

## Handling
Den stora nordiska deckartävlingen är igång med bidrag från Sverige, Norge och Danmark. En vinnande kriminalroman ska koras, som också ska kunna ligga till grund för en TV-serie. Dessutom är den lockande vinstsumman trehundratusen kronor. Sveriges representant i juryn är förstås Almi Graan.
Vinnaren dras i direktsändning men det står bara ett förnamn. Vendela. Vem är hon? Ännu skummare blir det när Vendela aldrig hör av sig för att inkassera pengarna. Almi Graan tar på sig uppgiften att hitta vinnaren. Till slut blir det också ett fall för Christer Wijk.